# Григорьев, Илья Леонович
Илья́ Лео́нович Григо́рьев (15 июля 1922, Селище, Смоленская губерния — 1 мая 1994, Москва) — Герой Советского Союза, командир взвода снайперов 252-го стрелкового полка 70-й стрелковой дивизии 33-й армии 2-го Белорусского фронта, гвардии старшина.

## Биография
Родился 15 июля 1922 года в деревне Селище (ныне — в Новосёлковском сельском поселении Жарковского района Тверской области) в семье лесника. Ещё в детстве отец научил Илью стрелять. Окончил неполную среднюю школу. Работал председателем районной организации Осоавиахима.
В 1941 году призван в ряды Красной Армии. Участник Великой Отечественной войны с июня 1941 года. Воевал на Западном, Калининском, 2-м и 3-м Белорусских фронтах. Был шесть раз ранен.
В 1943 году вступил в ВКП(б).
К маю 1944 года Григорьев уничтожил 328 гитлеровцев, из них 67 офицеров и 18 снайперов. Считался лучшим снайпером 33-й армии. Обучил снайперскому мастерству 130 солдат и сержантов, многие из которых стали отличными снайперами и были удостоены высоких наград.
Указом Указом Президиума Верховного Совета СССР от 15 июня 1944 года за образцовое выполнение боевых заданий командования и проявленные при этом мужество и героизм гвардии старшине Григорьеву Илье Леонидовичу присвоено звание Героя Советского Союза с вручением ордена Ленина и медали «Золотая Звезда» (№ 4344).
В 1946 году уволен в запас в звании лейтенанта. Жил в Москве. Работал старшим инспектором Главтранспроекта Министерства транспортного строительства.
Умер 1 мая 1994 года. Похоронен на Пятницком кладбище в Москве (5 участок).

## Награды
- Орден Ленина.
- Орден Отечественной войны 1-й степени.
- Орден Славы 2-й степени.
- Орден Славы 3-й степени.